# Dénesd

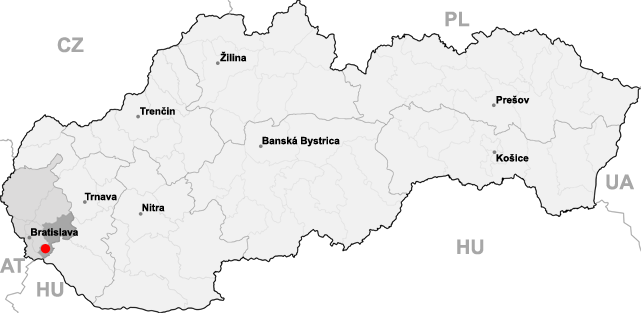
Dénesd helye Szlovákiában

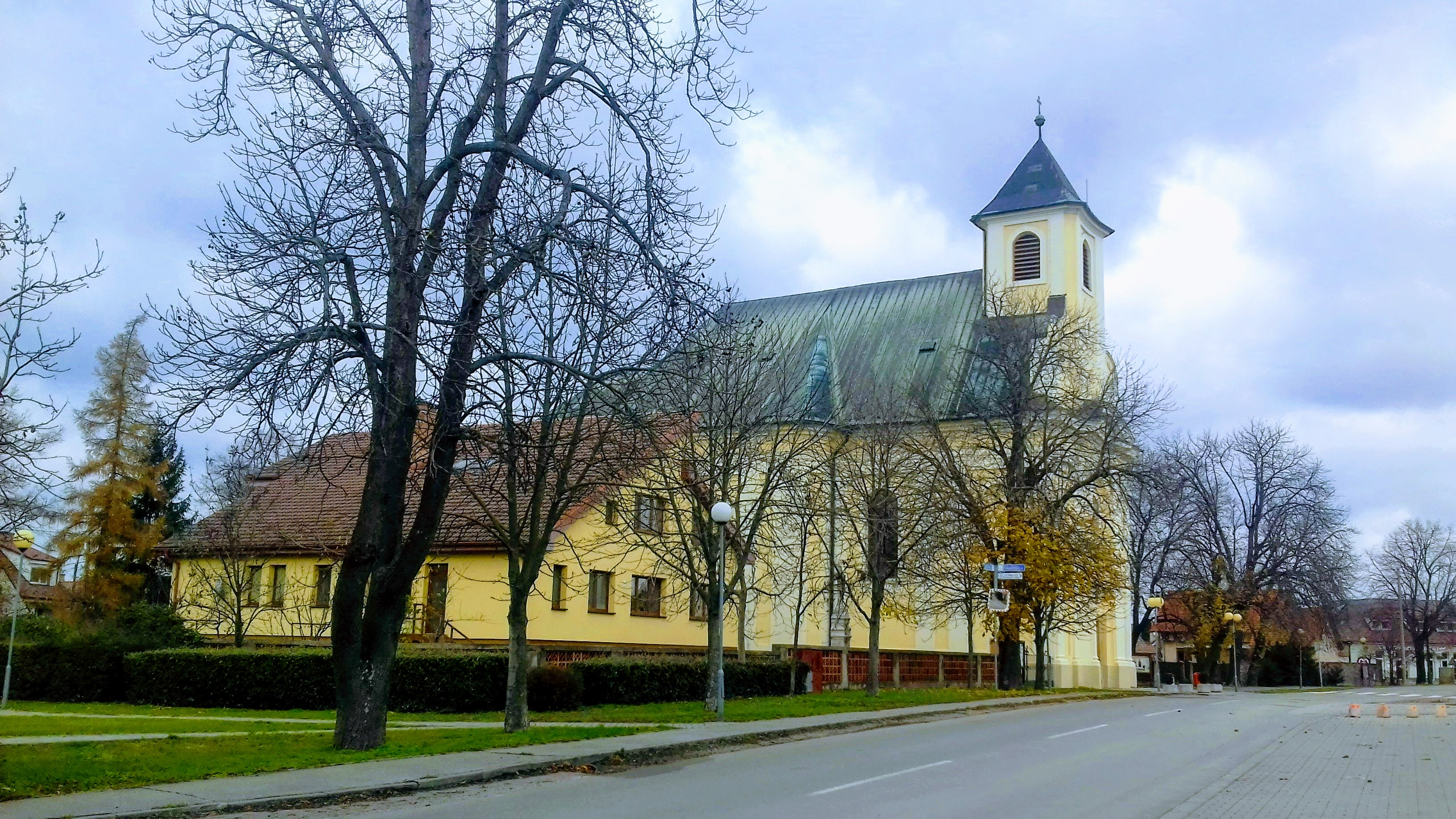
Dénesdi plébániatemplom

Dénesd (szlovákul Jánošíková, németül Schildern) Dénesdtorcsmisérd településrésze, 1974 előtt  önálló falu Szlovákiában, a Pozsonyi kerületben, a Szenci járásban.

## Fekvése
Pozsony központjától 14 km-re délkeletre fekszik, ma az egykori Misérd és Torcs helységekkel együtt alkotja Dunajská Lužná községet.

## Története
A 14. században a Pannonhalmi Bencés Főapátság birtoka. 1302-ben az apátság új kápolnát épített ide. Egy 1420-ban kelt okirat szerint a szentmártoni monostor Dénesd birtokát új határjelzőkkel elkülöníti. De szomszédja, a bazini grófok szemeti jobbágyai lerombolják, ezért Péter prépost a nádornál panaszt emel ellenük. A nádor a pozsonyi káptalannal régi levelek alapján bejáratja a határokat, megméreti a vitás föld nagyságát s jelentést kér. 1468. október 5-én Mátyás király Kálmáncsai Domonkos kérésére átírja IV. Bélának a dénesdi népek bírói kiváltságát tartalmazó levelét. 1510-ben Péter, szentgyörgyi és bazini gróf a pannonhalmi monostornak már többször helyet és időt jelölt, hogy a Dénesden és Deákiban okozott kárról s jogtalanságról tanácskozzanak. Máté apát tiltakozik a gróf eljárása ellen. A falu temploma búcsújáróhely, a 15. században a háborús pusztítások elől ide, az akkori Szent Bertalan-templomba menekítették a dömölki Szűzanya-szobrot, melynek 1749-ben külön oltárt emeltek, majd az 1790-ben épült új templom főoltárára került. Ma is zarándokhely, 1997-től újra megkezdték a Csallőköz Nagyasszonya, illetve Csallóközi Boldogasszony-ként tisztelt kegyszobor előtti zarándoklatokat. A dénesdi búcsúkat a második világháború utáni lakosság kitelepítése, és az 1948-ban hatalomra jutott kommunista rendszer megakadályozta. Azóta minden évben megtartják a dénesdi zarándok-hetet, amely Nagyboldogasszony ünnepe (augusztus 15.) körüli hétre esik. Ekkor a vasárnapi reggeli ünnepi szentmise magyar nyelven van. Az 1749 - 1753 -es években  számtalan csodás gyógyulásról Szőgyéni Ferenc, az akkori Misérdi plébános írt feljegyzéseket. A kegyszobor történetéről, illetve a csodás gyógyulásakról a Dénesden élő Dr. Vozár Jozef történész végzett kutatást és a tanulmánya szlovák és magyar nyelven is megjelent.
Vályi András szerint DIENESDI. Sittern. Német falu Posony Vármegyében, földes Ura vala a’ szent Martoni apáturság, most a’ Religyiói kintstár, lakosai katolikusok, 487fekszik a’ Csalóközben az Ország úttyában, alólrol Somorjának, felűlröl pedig Miserdnek szomszédságokban. Régi Templomában a’ B. Szűznek tsudállatos képe találtatik, és sok nép jár ide tiszteletére, újjabb Templomja is épűltt benne, de Tornya, ’s belső készűlete még elnem végeztetett, lakosai között némellyek jó szita készítők, határja gazdag, ’s nevezetes külömbféle vagyonnyaiért, első osztálybéli."
Fényes Elek szerint "Dienesdi, (Schildern), Pozson m. német falu, a Pozsonból Somorjába vivő országutban, Somorjától 1 órányira: 480 kath., 11 evang. lak. Ezek magyarul is beszélnek, szorgalmatos, vagyonos emberek, jó lovakat tartanak, gabonával, szelid szárnyas állatokkal kereskednek. Van egy szép kath. temploma, urasági tiszti lakháza, vendégfogadója, erdeje. Határja termékeny, s leginkább buzát, zabot terem. F. u. a Sz.-Benedek szerzetesei."
Pozsony vármegye monográfiája szerint "Dénesd, felsőcsallóközi kisközség. Van 75 háza és 512, nagyobbára róm. kath. vallású, németajkú lakosa. Postája Misérd, távírója Püspöki. E község már 1206-ban szerepel, a mikor Miklós fia Elek, Favus pannonhalmi főapátnak adta. IV. Béla királynak 1240-iki adomány-levelében Dionisios néven van említve, 1288-ban pedig Dyenis és Dienesz alakban fordul elő. 1269-ben IV. Béla a lakosokat kivette a pozsonyi vár kötelékéből. Az 1553-ik évi portális összeírás Nyáry Ferencz grófnak, mint a főapátság kormányzójának 15 portáját adóztatja meg. II. József alatt a kir. kamara birtoka volt. 1682-ben nagy árvíz sujtotta a lakosokat. Most a főapátságon kívül még Söllinger Rezsőnek és Miklósnak van itt nagyobb birtoka. A község 1757-ben még magyar volt, de Bél Mátyás már németeket is említ ismert munkájában. A mult század elején Schildern német neve alatt is ismeretes. A katholikus templom 1797-ben épült. Koó, Barátom, Czenzálosföld és Törvényföld nevű dűlői vannak; az utóbbi onnan veszi nevét, mert itt hajdan akasztófa állott, mely még a mult század első felében is látható volt. Valószinű, hogy a többi dűlőneveknek is van bizonyos jelentőségük. A község határában feküdt hajdan Veczke község, melyet még egy 1356-ból való oklevél említ, de később nyoma vész. Ma Szigetmajor tartozik ide."
A trianoni békeszerződésig Pozsony vármegye Somorjai járásához tartozott. 1948-ban Juraj Jánošík (1688–1713) szlovák népi hősről, betyárról nevezték el.

## Népessége
1910-ben 504, többségben német lakosa volt, jelentős magyar kisebbséggel.
2001-ben Dunajská Lužná 2932 lakosából 2640 szlovák és 196 magyar volt.

## Neves személyek
- Itt született 1947. december 1-jén Václav Hanuliak, szlovák régész († 2009).
- Itt élt és hunyt el 2010. november 27-én Ladislav Mlynka, szlovák etnográfus és muzeológus.
- Innen származik és itt nevelkedett Orosch János, nagyszombati érsek.
- Itt élt és hunyt el 2014. december 9-én Igor Túnyi, szlovák geofizikus.
- Itt élt és hunyt el 2010. március 22-én Jozef Vozár, szlovák történész.
- Itt él Jozef Mlacek, szlovák nyelvész, filológus.

## Nevezetességei
- A Szent Kereszt Felmagasztalásának tiszteletére szentelt római katolikus temploma 1786 és 1790 között épült. Benne látható a török elől ide menekített csodatévő dömölki Szűzanya kegyszobra.